# Taulant Seferi
Taulant Fatmir Seferi (ur. 15 listopada 1996 w Kumanowie) – albański piłkarz występujący na pozycji napastnika w klubie Baniyas SC na wypożyczeniu z Worskły Połtawa.

## Kariera klubowa
Wychowanek klubów FK Miłano i FK Rabotniczki Skopje. Karierę piłkarską rozpoczął 5 października 2013 roku w podstawowym składzie Rabotniczki w meczu z Bregałnicą Sztip. Na początku 2015 wyjechał do Szwajcarii, gdzie potem bronił barw klubów BSC Young Boys, FC Wohlen, FC Winterthur i Neuchâtel Xamax. 4 stycznia 2021 został piłkarzem KF Tirana. 2 lipca 2021 został wypożyczony do Teuty Durrës. 21 sierpnia 2022 podpisał kontrakt z Worskłą Połtawa. 22 lipca 2023 został wypożyczony do klubu z ZEA Baniyas SC.

## Kariera reprezentacyjna
Występował w juniorskiej i młodzieżowej reprezentacjach Macedonii Północnej. 26 maja 2014 roku zadebiutował w oficjalnych meczach w składzie narodowej kadrze Macedonii Północnej w towarzyskim meczu z reprezentacją Kamerunu (0:2).
W styczniu 2017 roku media doniosły, że nowy trener młodzieżowej reprezentacji Albanii Alban Bushi namówił piłkarza do gry w swojej reprezentacji. 20 marca 2017 roku otrzymał od prezydenta kraju obywatelstwo albańskie, a 8 czerwca 2017 roku otrzymał pozwolenie FIFA na grę w reprezentacjach Albanii. W młodzieżowej reprezentacji Albanii zadebiutował 12 czerwca 2017 roku w meczu z Estonią. 14 listopada 2019 roku zadebiutował w narodowej reprezentacji Albanii w meczu kwalifikacyjnym do Euro 2020 z Andorą.

## Sukcesy

### Sukcesy klubowe
Rabotnički Skopje
- mistrz Macedonii Północnej: 2013/14
- zdobywca Pucharu Macedonii Północnej: 2013/14

BSC Young Boys
- wicemistrz Szwajcarii: 2014/15, 2015/16, 2016/17

KF Tirana
- mistrz Albanii: 2021/22